# Francesco Sartorelli
Francesco Sartorelli (Cornuda, 14 settembre 1856 – Udine, 8 aprile 1939) è stato un pittore italiano.

## Biografia
Di famiglia agiata – il padre era notaio ad Asolo – si iscrive dopo gli studi classici alla facoltà di Medicina a Padova, abbandonata attorno al 1875 per frequentare il Conservatorio di Milano. Gravi problemi di salute lo costringono a interrompere la carriera di concertista di flauto e, rientrato a Cornuda, si avvia da autodidatta alla pittura. Nel 1889 si trasferisce a Venezia, stringendo amicizia, tra gli altri, con Alessandro Milesi; quello stesso anno debutta esponendo alla Promotrice di Torino. Partecipa alle esposizioni internazionali d'arte di Venezia fin dalla prima edizione nel 1895. Nel 1900 la sua pittura di paesaggio trova un definitivo riconoscimento nel Premio Principe Umberto ottenuto all'esposizione braidense, seguito dalla medaglia d'oro ricevuta l'anno successivo all'VIII Esposizione internazionale d'arte di Monaco. 
Nel 1903 il mercante Ferruccio Stefani, attivo in Sud America, organizza una mostra personale itinerante tra Buenos Aires, Montevideo e Valparaíso. Opere del pittore sono nuovamente presentate a Buenos Aires nel 1910, in occasione dell'Esposizione internazionale d'arte del Centenario; lo stesso anno la Biennale veneziana gli dedica una sala con quarantasei opere. Nel 1924 si trasferisce a Milano dove l'anno seguente allestisce una personale alla Galleria Pesaro. Nel 1940, a pochi mesi dalla sua scomparsa, la XXII Biennale internazionale d'arte di Venezia gli dedica un'ampia retrospettiva ordinata dal figlio Carlo, anch'egli pittore.